# Operário Futebol Clube (MS)
|  | Aquest article tracta sobre el club de Campo Grande. Si cerqueu el club de Várzea Grande, vegeu «Operário Futebol Clube (MT)». |

L'Operário Futebol Clube és un club de futbol brasiler de la ciutat de Campo Grande a l'estat de Mato Grosso do Sul.

## Història
Va ser fundat el 28 d'agost de 1938 per treballadors de la construcció de Campo Grande. Fou quatre cops campió matogrossense durant els anys 1970. A partir de 1979 fou deu cops campió de Mato Grosso do Sul, el darrer cop l'any 1997. Participà diversos cops a la Primera Divisió brasilera, obtenint com a millors resultats una tercera posició el 1977, una cinquena el 1979 i una setena l'any 1981.

## Palmarès
- Campionat matogrossense:
  - 1974, 1976, 1977, 1978
- Campionat sul-matogrossense:
  - 1979, 1980, 1981, 1983, 1986, 1988, 1989, 1991, 1996, 1997
- Copa President de Korea:
  - 1982[2][3]